# Gianni Granzotto
Œuvres principales
Carlo Magno
Gianni Granzotto, né le 12 janvier 1914 à Padoue et mort le 8 mars 1985 à Rome en Italie, est un journaliste et écrivain italien.

## Biographie

### Formation et débuts journalistiques
Gianni Granzotto est issue d'une famille frioulane, originaire de Padoue, mais a grandi à Bologne. Il fait des études de lettres modernes en soutenant une thèse sur Italo Svevo en 1936. La même année, il s'engage volontairement dans le bataillon universitaire « Curtatone e Montanara » partant pour l'Afrique orientale, et en particulier l'Éthiopie, où il devient journaliste correspondant de la Gazzetta del Popolo. De retour en Italie, il prend la direction du quotidien L'Assalto de Bologne puis de celle du journal local de Gênes Il lavoro dont il restera le directeur durant 25 ans.

### Carrière journalistique
Durant la Seconde Guerre mondiale, Gianni Granzotto est directeur de publication de divers journaux et revues militaires, en particulier en Albanie alors sous domination italienne. À la fin du conflit, il devient envoyé spécial du journal Il Tempo à la conférence de paix de Paris de 1945 et reste correspondant de différents journaux italiens – L'Europeo et Tempo – dans la capitale française jusqu'en 1952. De 1953 à 1955, Gianni Granzotto devient le correspondant de la RAI à New York avant de revenir en Italie pour prendre en main le service de politique internationale de la chaîne italienne, et en devient, de 1965 à 1969, l'administrateur délégué. Son travail au service international lui vaut en 1960 le Premiolino (it) « pour la clarté, l'information, et la mesure de ses commentaires à télé et l'animation de l'émission Tribuna elettorale ».
En 1970, Gianni Granzotto est nommé directeur du Messaggero, puis fonde avec Indro Montanelli et Guido Piovene le quotidien Il Giornale en 1974 dont il devient l'administrateur délégué puis le président de la société d'édition. De 1976 à 1983, il est nommé directeur de la principale agence de presse italienne l'ANSA.

### Carrière d'écrivain
À partir de 1975, Gianni Granzotto entame une carrière littéraire, principalement basée sur l'écriture de biographies historiques, toutes publiées par les éditions Mondadori. À ce titre, il reçoit en 1978, le prix Campiello pour sa biographie de Charlemagne, Carlo Magno.

## Œuvre
- La battaglia di Lepanto, éditions Mondadori, 1975
- Carlo Magno, éd. Mondadori, 1978 – prix Campiello
- Annibale, éd. Mondadori, 1980
- Maria Teresa, Maria Teresa, éd. Mondadori, 1982
- Cristoforo Colombo, éd. Mondadori, 1984 – prix Castiglioncello
- Vojussa, mia cara, éd. Mondadori, 1985